# Дамы приглашают кавалеров
«Дамы приглашают кавалеров» — советская лирическая комедия 1980 года по мотивам рассказа Льва Славина «Кафе „Канава“».

## Сюжет
Работнице промтоварного магазина из маленького городка Поварихино Анне Поздняковой (Марина Неёлова) за 30 лет и, несмотря на то, что она добрая и симпатичная, она не может найти себе мужчину, с которым смогла бы обрести семейное счастье. Уже вроде как и приглянулся подходящий кандидат в лице видного прапорщика Виктора (Александр Фатюшин), но он с первого взгляда влюбляется в подругу Анны Раису (Наталья Андрейченко) и женится на ней. Тогда Аня оформляет отпуск за свой счёт и едет на южный курорт, в Сочи.
На юге Ане встречаются ребята-«автогонщики», которые везут девушку с ветерком прямиком до моря. А когда Аня сидит в кафе за чашкой кофе, к ней подсаживается Валентин (Николай Караченцов). Он прямо говорит Ане, что является карточным шулером и альфонсом, но та не верит ему. Этим же вечером Валентин приглашает Аню в ресторан и, вдоволь наевшись, покидает заведение. Ане ничего не остаётся, как только потратить весь свой отпускной бюджет на оплату счёта за ужин. На последние копейки девушка звонит домой и просит свою тётю Клаву (Мария Виноградова) выслать ей денег.
Оставшуюся ни с чем Аню выручает местная девушка — телефонистка Марина (Татьяна Божок), пригласив пожить у себя дома. Так они находят общий язык и вместе гуляют по живописным местам южного города в компании инженера из Грузии Анзора и отдыхающего с фотоаппаратом.
Пойдя с новой подругой на танцы, Аня знакомится с одиноким и неприкаянным Саней (Леонид Куравлёв), немного чудным и добрым мужчиной, который испытывает к ней симпатию. Он предлагает ей выйти за него замуж, но женщина не может сделать ответственный шаг так быстро, серьёзно не обдумав решение. Общаясь с мужчиной, Аня насильно заставляет себя полюбить его, что ей плохо удаётся, она лишь постепенно привыкает к нему.
Согласившись поехать с Саней в Улан-Удэ, Аня всё ещё сомневается, и в итоге перед самым отплытием в Новороссийск сбегает с парохода — на родину, в Поварихино.
Саня не думает сдаваться, он поступает решительно, доказав Ане серьёзность своих намерений. Возвратившись домой, Аня видит около своего дома Саню. Её сердце начинает таять. В финале картины герои смотрят друг на друга и улыбаются.

## В ролях
| Актёр                 | Роль                                                                           |
| --------------------- | ------------------------------------------------------------------------------ |
| Марина Неёлова        | Аня (Нюра) Позднякова товаровед магазина в посёлке Поварихино                  |
| Леонид Куравлёв       | Саня Свинцов инженер по технике безопасности из Улан-Удэ                       |
| Татьяна Божок         | Марина жительница Сочи, телефонистка, подруга Ани                              |
| Наталья Андрейченко   | Раиса местная подруга Ани                                                      |
| Александр Фатюшин     | Виктор прапорщик, муж Раисы                                                    |
| Мария Виноградова     | Клава тётя Ани                                                                 |
| Николай Скоробогатов  | Пётр Тимофеевич дядя Ани                                                       |
| Николай Караченцов    | Валентин карточный шулер и мошенник (в титрах — Караченцев)                    |
| Гия Перадзе           | Анзор инженер из Грузии, впервые на море                                       |
| Валерий Носик         | Моремухин грузчик магазина в посёлке Поварихино                                |
| Пётр Олев             | Миша брюнет-лихач на ретро-автомобиле                                          |
| Александр Соловьёв    | Сергей блондин-лихач на ретро-автомобиле                                       |
| Руслан Ковалевский    | местный ухажёр Ани                                                             |
| А. Кульян             | эпизод (нет в титрах)                                                          |
| Александр Пятков      | отдыхающий с фотоаппаратом                                                     |
| Людмила Иванова       | буфетчица в сочинской гостинице                                                |
| Герман Чинчирики      | смотритель «Орлиной скалы» (озвучивание: Владимир Ферапонтов)                  |
| Геннадий Ялович       | Густав Иванович, директор магазина в Поварихино (озвучивание: Владимир Гуляев) |
| Валентин Тюрин        | грузчик                                                                        |
| Татьяна Паркина       | администратор в сочинской гостинице (нет в титрах)                             |
| Александра Харитонова | гостья на свадьбе (нет в титрах)                                               |
| Валентин Брылеев      | Коля, пассажир парохода (нет в титрах)                                         |
| Клавдия Хабарова      | жена Коли (нет в титрах)                                                       |
| Иван Бычков           | грузчик (нет в титрах)                                                         |

## Съёмочная группа
- Авторы сценария: Александр Бородянский и Карен Шахназаров
- Режиссёр-постановщик: Иван Киасашвили
- Оператор-постановщик: Игорь Бек
- Художник-постановщик: Ирина Шрётер
- Композитор: Богдан Троцюк

## Съёмки
Основные съёмки проходили в курортном городе Сочи и в «посёлке Поварихино» (в реальности — город Коломна Московской области). Некоторые сцены были сняты на печально известном пароходе «Адмирал Нахимов», который затонул при кораблекрушении 31 августа 1986 года.